# Paracanace blantoni
Paracanace blantoni är en tvåvingeart som först beskrevs av Wirth 1956.  Paracanace blantoni ingår i släktet Paracanace och familjen Canacidae.
Artens utbredningsområde är Panama. Inga underarter finns listade i Catalogue of Life.